# Tan Xue
Tan Xue (em chinês simplificado: 谭雪; chinês tradicional: 譚雪; em pinyin: Tán Xuě; Tianjin, 30 de janeiro de 1984) é uma ex-esgrimista chinesa, vencedora de múltiplas medalhas olímpicas, mundiais e continentais.

## Biografia
Tan Xue nasceu na cidade de Tianjin, no dia 30 de janeiro de 1984. Em 1998, ingressou na Escola de Esportes de Tianjin e fez sua estreia pela equipe chinesa três anos depois.
Em 2002, venceu o evento por equipes do Jogos Asiáticos e o individual do Campeonato Mundial, sendo que, nesta última, derrotou na decisão a bicampeã mundial Elena Jemaeva. No ano seguinte, conquistou mais duas medalhas de prata na mesma competição.
Nos Jogos de Atenas, em 2004, conquistou a medalha de prata no evento individual, tendo sido derrotada apenas pela norte-americana Mariel Zagunis. Quatro anos depois, nos Jogos de Pequim, repetiu o feito, desta vez por equipes.
Xue se aposentou da esgrima em 2013.

## Palmarès
Jogos Olímpicos
| Ano  | Local  | Evento            | Posição | Ref.  |
| ---- | ------ | ----------------- | ------- | ----- |
| 2004 | Atenas | Sabre individual  | 2.ª     | [ 5 ] |
| 2008 | Pequim | Sabre por equipes | 2.ª     | [ 7 ] |

Campeonatos Mundiais
| Ano  | Local           | Evento            | Posição | Ref.  |
| ---- | --------------- | ----------------- | ------- | ----- |
| 2002 | Lisboa          | Sabre individual  | 1.ª     | [ 8 ] |
| 2003 | Havana          | Sabre individual  | 2.ª     | [ 3 ] |
| 2003 | Havana          | Sabre por equipes | 2.ª     | [ 3 ] |
| 2007 | São Petersburgo | Sabre individual  | 2.ª     | [ 9 ] |

Jogos Asiáticos
| Ano  | Local  | Evento            | Posição | Ref.   |
| ---- | ------ | ----------------- | ------- | ------ |
| 2002 | Busan  | Sabre por equipes | 1.ª     | [ 3 ]  |
| 2006 | Doa    | Sabre individual  | 1.ª     | [ 10 ] |
| 2006 | Doa    | Sabre por equipes | 1.ª     | [ 10 ] |
| 2010 | Cantão | Sabre por equipes | 1.ª     | [ 11 ] |
| 2002 | Busan  | Sabre individual  | 3.ª     | [ 3 ]  |
| 2010 | Cantão | Sabre individual  | 3.ª     | [ 11 ] |